# Fomento Villanovés
La entidad Fomento Villanovés nace en 1853 gracias al impulso de Joan Samà y Martí, hermano del famoso indiano Salvador Samà, y toda una serie de personajes vinculados a la sociedad ya la cultura local. El objetivo de los fundadores es construir una entidad que dé cabida a diferentes sensibilidades y con un claro interés por la cultura local y la del país. La sede de la entidad, obra del arquitecto Josep Oriol Bernadet, se instaló desde un primer momento en la plaza de les Cols. Ahora, más de 150 años más tarde, el Fomento mantiene el espíritu inicial y se mantiene como un cruce de las diferentes sensibilidades socioculturales de la Villanueva y Geltrú del siglo XXI. Y es que el Fomento Villanovés es, desde su fundación, un punto de referencia de la sociedad vilanovina y catalana por donde desfilan parte de los artistas e intelectuales del momento.
A partir de los años 20 del siglo pasado, la entidad acoge famosos personajes como los músicos Eduard Toldrà y Pau Casals, el bailarín Joan Magrinyà; los actores Joan Borràs y Margarita Xirgu; los escultores Josep Cañas y Joan Rebull, y los máximos exponentes de las letras y la intelectualidad catalana de la época, como Josep M. de Sagarra, Eugeni d'Ors y Francesc Pujols, entre otros. Es en este contexto que cuatro de los más prestigiosos pintores catalanes de los años 20 y habituales de la entidad, Joaquim Mir, Alexandre de Cabanyes, Enrique C. Ricart i Martí Torrents, deciden decorar las paredes de la cafetería del Fomento con aceites de gran formato. Así nace lo que hoy se conoce como la Colección Café Fomento, formada por 15 pinturas actualmente cedidos a la Biblioteca-Museo Víctor Balaguer de Villanueva y Geltrú. El Fomento acoge una clientela heterogénea, de diversa procedencia y de todas las edades. Los salones acogen continuamente exposiciones, conferencias, conciertos y presentaciones de todo tipo siempre, pero, manteniendo una especial deferencia para cualquier manifestación artística local considerada de interés general.
A todo esto, añadir las actividades de Carnaval, el auténtico motor que impulsó la creación de esta singular asociación mezcla de cultura, folklore (en 1947 se impulsa desde Fomento la restauración de parte de los entremeses de la ciudad), tradición (las primeras comparsas de Carnaval en época franquista salen de la entidad) y modernidad.